# GLADIATOR 013 in OSAKA
GLADIATOR 013 in OSAKAは、日本の総合格闘技団体「GLADIATOR」の大会の一つ。
2021年2月7日、大阪府豊中市の176BOXで開催された。

## 大会概要
当初は2020年5月10日に開催予定であったが、新型コロナウィルス感染拡大の影響で延期となっていた。2020年2月27日に開催されたGLADIATOR 012×1MC in OSAKA以来、1年ぶりとなるイベントとして開催されることに。
今大会ではライト級王者のキ・ウォンビンがコロナ禍によって来日ならびに王座防衛戦を行うことが困難となり、佐々木信治と植田豊が暫定王座決定戦に臨むこととなった。この他、バンタム級とフェザー級のタイトルマッチが組まれ、さらにフライ級王者のNavEがバンタム級でノンタイトル戦に出場。
なお、今大会ではメインイベントが第1試合に、セミが第2試合に組まれるなど画期的な興行形態で行われた。

## 試合結果
第1試合 GLADIATORライト級暫定王者決定戦 5分3R
○  佐々木信治 vs.  植田豊 ×
1R 3:42 TKO
※佐々木信治がライト級暫定王者に
第2試合 GLADIATORバンタム級タイトルマッチ 5分3R
○  竹本啓哉 vs.  清水俊一 ×
判定3-0
※竹本啓哉がバンタム級王座を防衛
第3試合 GLADIATORフェザー級タイトルマッチ 5分3R
－  MIKE vs.  原口央 －
1R 0:12 ノーコンテスト
※原口のローブローでMIKEが試合続行不可能に。
第4試合 バンタム級 5分2R
○  NavE vs.  藤田健吾 ×
判定3-0
第5試合 ライトフライ級 5分2R
○   いちょう”Snufkin”ともなが vs.  ウレタ・チェステル ×
1R 2:48 リアネイキドチョーク
第6試合 ライト級 5分2R
○  天草ストロンガー四郎 vs.  國頭武 ×
判定2-1
第7試合 ウェルター級 5分2R
○  石田拓穂 vs.  鈴木一史 ×
判定3-0
第8試合 バンタム級 5分2R
○  坪内一将 vs.  植木新 ×
2R 0:23 KO
第9試合 フェザー級 5分2R
○  上田祐樹 vs.  延命そら ×
判定2-1
第10試合 フライ級 5分2R
○  吉村友菊 vs.  木村旬志 ×
1R 2:17 シザーチョーク
第11試合 フェザー級 5分2R
○  上嶋佑紀 vs.  ゆうと ×
判定3-0